# هو یائوبانگ
هو یائوبانگ (به چینی: 胡耀邦) (زادهٔ ۲۰ نوامبر ۱۹۱۵ – درگذشتهٔ ۱۵ آوریل ۱۹۸۹) رئیس و (بعدا با تغییر عنوان رهبر حزب از رئیس به دبیرکل) دبیرکل حزب کمونیست چین از ژوئن سال ۱۹۸۱ تا ژانویه ۱۹۸۷ و از رهبران مهم نسل دوم انقلاب چین بود. از جمله سایر پست‌های مهم هو بعد از انقلاب چین و قبل از انتصاب به عنوان رئیس و دبیرکل حزب، می‌توان به دبیر اولی از ۱۹۵۳ تا ۱۹۶۶، رئیس دپارتمان سازماندهی کمیته مرکزی حزب از ۱۹۷۸ تا ۱۹۸۰ و دبیرکل دبیرخانه مرکزی حزب از ۱۹۷۸ تا ۱۹۸۲ نام برد.
وی نیز در زمان مائوزدونگ جزو قربانیان انقلاب فرهنگی او بود.مرگ وی دستاویزی برای آغاز اعتراضات دانشجویی ۱۹۸۹ در میدان تیان‌آن‌من شد. هو یائوبانگ از پست دبیرکل حزب کمونیست چین در ۱۶ ژانویه ۱۹۸۷ استعفا و کناره‌گیری (اجباری) کرد.

### زندگی‌نامه
او در سال ۱۹۱۵ در یک خانواده کشاورز در شهر لیویانگ در استان هونان متولد شد، از چهارده سالگی مدرسه را رها کرد و به اتحادیه جوانان کمونیست و ارتش سرخ چین پیوسته و بعداً به عنوان یکی از شیاطین سرخ در راهپیمایی موسوم به راهپیمایی طولانی شرکت کرد. وی در شهر یان ئان به یکی از چهره‌های محبوب مائو تبدیل شده و پس از کارهایی که در سنین جوانی انجام داد مائو او را به عنوان عضو بخش سیاسی ارتش آزادی‌بخش منصوب کرد. در اواخر ۱۹۸۰ شاید هیچ رهبر بلندپایه دیگری به اندازه وی هوادار نداشت. در حقیقت هو یائوبانگ به عنوان وجدان و قلب حزب کمونیست محبوبیت پیدا کرده بود. هنگامی که در سال ۱۹۸۷ کنار گذاشته شد، بسیاری از اعضای حزب حتی کسانی که به وی نزدیک نبودند معتقد بودند که با او نیز همانند جئو ئن لای منصفانه رفتار نشده‌است.

### شخصیت فردی
هو یائو بانگ گاهی با ملاقات کننده‌ها شوخی می‌کرد و می‌گفت دنگ شیائوپینگ او را برای رهبری برگزیده است از آن جهت که با قد ۱۵۰ سانتی‌اش تنها مقامی است که از دنگ کوتاه‌تر است. ولی در عین حال از وقار و متانتی که معمولاً از مقامات ارشد انتظار می‌رود بی بهره بود و مثلاً حین سخنرانی دستهایش را با شور و هیجان بسیار تکان می‌داد از دید برخی مثل جوانی بی‌تجربه به نظر می‌رسید. او آنقدرها اعتماد به نفس نداشت و تلاش می‌کرد ثابت کند که لیاقت حضور در حلقه رهبری را داراست، مطالعه را دوست داشت و دربارهٔ تئوری، تاریخ و ادبیات بسیار مطالعه می‌کرد و در مواقع پر مشغله شب‌ها در دفتر کار خود می‌خوابید.

### دلایل انتخاب برای رهبری
دنگ شیائوپینگ برای انتخاب هو یائوبانگ برای رهبری دلایل زیادی داشت؛ هو طی سالهای طولانی اقامت در جیانگشی و یان ئان روابط خوبی با دیگر رهبران داشت. به علاوه دنگ می‌دانست که هو خیلی زود یادمی‌گیرد و بسیار مطالعه می‌کند، از انرژی بی حد و حصر برخوردار است و خودش را کاملاً وقت اصلاحات کرده و حاضر است برای خاطر پیشرفت کشور هر کاری بکند. وی در سال ۱۹۶۷ هنگامی که گاردهای سرخ فهرستی از حامیان دنگ تهیه نمود که باید در معرض انتقاد و عزل قرار گیرند نام وی در صدر فهرست بود. هو یائوبانگ پس از بازگشت به کار در ژوئیه ۱۹۷۵ دانشمندان سرخورده‌ای که کمکشان در راستای مدرن‌سازی کشور به شدت مورد نیاز بود را پست سر خود متحد کرد. وی پس از انتصاب به عنوان رئیس اداره سازمانی کشور در دسامبر ۱۹۷۷، دست به تلاش‌های گسترده‌ای زد تا احکام صادره ضد مقاماتی در جریان انقلاب فرهنگی متهم شده بودند را لغو کند. به همین دلیل هنگامی که هو دبیرکل حزب شد در بدو امر از حمایت همه مقامات کلیدی برخودار بود.

### عزل از دبیرکلی
با تقدیم استعفای هو یائو بانگ در دوم ژانویه ۱۹۸۷ و قبول آن در ۱۵ همان ماه، بدون اعمال رویه‌های معمول و قانونی، هو یائوبانگ از مقام دبیر کلی حزب کنار گذاشته شده و ژائو زیانگ ضمن حفظ جایگاه نخست‌وزیری، کفالت پست دبیر کلی حزب را نیز بر عهده گرفت. این تصمیمات در پلنوم بعدی کمیته مرکزی و سپس در سیزدهمین کنگره حزب رسماً تأیید و تصویب شد. هو همچنان عضویت حزبی و عضویت در کمیته مرکزی حزب (پولیتبرو) را حفظ کرد اگرچه عملاً به‌طور کامل از معرکه و گود سیاست دور شد.

#### دلایل عزل
به دنبال تظاهرات و اعتراضات دانشجویی که در سال ۱۹۸۶ شروع شد (و مقدمه ای برای حوادث میدان تیان آن من در سال ۱۹۸۹ شد)، برای دنگ شیائوپینگ و دیگر بزرگان حزب که باور جدی به نقاط ضعف هو یائوبانگ داشتند، ناتوانی اش برای کنترل جنبش دانشجویی یک اتمام حجت به حساب می‌آمد. از دیدگاه دنگ بهتر بود تا هرچه سریع تر فکری برای جنبش دانشجویی و رهبری هو شود و برای کنار گذاشتن وی صلاح دید تا کنگره سیزدهم حزبی هم صبر نکند.
دنگ شیائوپینگ در سی ام دسامبر ۱۹۸۶، هو یائوبانگ، ژائو زیانگ، وان لی، هو چیولی، لی پنگ و تعدادی دیگر را فراخواند و از ضرورت پایان دادن به روامداری بیش از حد به جنبش دانشجویی برای آنها سخن گفت. هو آگاه از مسئولیتش در عدم اتخاذ یک موضع صریح و روشن، می‌دانست که وقت آن رسیده که استعفایش را تقدیم کند. در اول ژانویه ۱۹۸۷ روزنامه خلق بر اهمیت چهار اصل اساسی دنگ تأکید و به آزادسازی بورژوازی حمله کرد، این سرمقاله دستاویز جریان انتقادهای عمومی از هو یائوبانگ به واسطه شکست‌های او شد. روز بعد در دوم ژانویه، رسماً کناره‌گیری اش از مقام دبیر کلی حزب را تسلیم کرد. دنگ شیائوپینگ با ژائو زیانگ و تمام رهبران ارشد تماس گرفت و آنها با پذیرش استعفای هو موافقت کردند. دنگ بلافاصله دستور تشکیل «پارتی لایف میتینگ» (جلسه خصوصی پشت درهای بسته) را برای هشتم ژانویه داد. در ششم ژانویه دنگ با هو ملاقات کرده و خبر ناگوار میتینگ را داد و به نخبگان حزبی نیز دستور داد تا رفتار ملایمی در پیش بگیرند. ژائو زیانگ نیز با هو ملاقات کرده و به او گفت که وی مجاز است در عضویت پولیتبرو حزب باقی بماند ولی باید خودش را برای یک خود انتقادی آماده کند. به غیر از لی شیان نیان که حذف هو یائوبانگ از قدرت را عملی ناپسند و بی شرمانه خوانده بود و در این میتینگ شرکت نکرد، بیست تا سی صاحب منصب حزبی از دهم تا پانزدهم ژانویه در میتینگ شرکت کردند. در نشست ابتدائی، هو یائوبانگ خود انتقادی اش را ارائه کرد و به کوتاهی اش در پیروی از رهنمودهای دنگ برای متوقف کردن تظاهرات دانشجویان اعتراف کرد. او بعدها خاطرنشان کرد که اگر می‌دانست که در «پارتی لایف میتینگ» چنین خواب‌هایی برای او دیده‌اند استعفایش را تسلیم نمی‌کرد یا خود را اینگونه در مظان سرزنش و انتقادهای شدید قرار نمی‌داد.

#### تبعات عزل
روشنفکرانی که هو یائوبانگ از آنها حمایت کرده بود (فانگ لیژی، لیو بین یان، وانگ رووانگ) از حزب اخراج شدند و ژوهوز نیز از ریاست بر دپارتمان تبلیغات برکنار شد.
دنگ می‌دانست که عزل هو یائوبانگ از قدرت، مشکلاتی به وجود خواهد آورد چون هو از حمایت گسترده عمومی برخوردار بود. برکناری هو از قدرت توسط دنگ، سوالات پرشماری در خصوص خرد دنگ برای انتخاب هو مطرح کرد. به هر حال دنگ شیائوپینگ نمی‌توانست پیش‌بینی کند چه غوغایی (جنبش دانشجویی میدان تیان آن من) متعاقب عزل هو و تنها دو سال بعد با مرگ او اتفاق خواهد افتاد. برخی از اعضای مترقی حزب نگران و اندیشناک از عزل هو یائوبانگ، قدرت گرفتن محافظه کاران را پیشبینی کردند و از احتمال به تعویق افتادن روند اصلاحات و گشایش چین به وحشت افتادند.

### مرگ
هو یائوبانگ پس گذراندن تعطیلات زمستانی در جنوب، به پکن بازگشته و در نشست هشتم آوریل پولیتبرو شرکت کرد. طی اولین نشست، او دچار حمله ناگهانی و شدید قلبی شد و از حال رفت. او را با عجله به بیمارستان رساندند و در آنجا مدتی به هوش آمد و بهبود یافت، ولی در سپیده دم روز پانزدهم آوریل درگذشت و خبر درگذشت او از طریق اخبار تلویزیونی ساعت ۷ عصر به اطلاع عموم رسید. شوک درگذشت هو عمیق و فراگیر بود و خبری غیرمنتظره بود و همدردی‌های زیادی را حتی از جانب تندروها و مخالفان وی به سوی خود جلب کرد. تظاهرات دانشجویی ۱۹۸۹ جریانی اعتراضی و انتقاد ضمنی خلق چین به عدم تمایل دنگ شیائوپینگ برای ترویج بیشتر دموکراسی و عدم پشتیبانی وی از تلاش‌های هو یائوبانگ بود.